# Melkendorf (Eckersdorf)
Melkendorf ist ein Gemeindeteil von Eckersdorf im Landkreis Bayreuth (Oberfranken, Bayern). Melkendorf liegt in der Gemarkung Busbach.

## Geografie
Der Weiler liegt an einem namenlosen rechten Zufluss des Eschenbachs, der rechts in den Seitenbach mündet. Im Norden befindet sich eine bewaldete Anhöhe (565 m ü. NHN), Steinleite und Eichig genannt. Eine Anliegerstraße führt zur Bundesstraße 22 (0,4 km südöstlich), die nach Busbach (1,8 km östlich) bzw. nach Eschen verläuft (1,2 km nordöstlich).

## Geschichte
Der Ort wurde 1409 als „Melkendorf bey Escha“ erstmals urkundlich erwähnt. Mit Escha ist der Ort Eschen gemeint. Das Bestimmungswort des Ortsnamens ist vermutlich der slawische Personenname Milek, der als Gründer des Ortes angesehen werden kann.
Gegen Ende des 18. Jahrhunderts bestand Melkendorf aus fünf Anwesen (4 Halbhöfe, 1 Sölde). Die Hochgerichtsbarkeit stand dem bayreuthischen Stadtvogteiamt Bayreuth zu. Die Dorf- und Gemeindeherrschaft sowie die Grundherrschaft hatte das Hofkastenamt Bayreuth.
Von 1797 bis 1810 unterstand der Ort dem Justiz- und Kammeramt Bayreuth. Mit dem Gemeindeedikt wurde Melkendorf dem 1812 gebildeten Steuerdistrikt Busbach zugewiesen. Zugleich entstand die Ruralgemeinde Melkendorf, die aber bereits mit dem Gemeindeedikt von 1818 in die Ruralgemeinde Busbach eingegliedert wurde. Am 1. Mai 1978 wurde diese im Zuge der Gebietsreform in Bayern in die Gemeinde Eckersdorf eingegliedert.

## Einwohnerentwicklung
| Jahr      | 001819 | 001822 | 001861 | 001871 | 001885 | 001900 | 001925 | 001950 | 001961 | 001970 | 001987 | 002016 | 002021 |
| Einwohner | 44     | 22     | 37     | 39     | 42     | 44     | 31     | 33     | 21     | 13     | 14     | 13     | 17     |
| Häuser    |        | 6      |        |        | 6      | 7      | 5      | 5      | 5      |        | 4      |        |        |
| Quelle    | [ 10 ] | [ 7 ]  | [ 11 ] | [ 12 ] | [ 13 ] | [ 14 ] | [ 15 ] | [ 16 ] | [ 17 ] | [ 18 ] | [ 19 ] |        | [ 1 ]  |

## Religion
Melkendorf ist seit der Reformation evangelisch-lutherisch geprägt und nach St. Peter und Paul (Busbach) gepfarrt.